# Hyles apocyni
Hyles apocyni là một loài bướm đêm thuộc họ Sphingidae. Loài này có ở Tajikistan và Turkmenistan.
Ấu trùng ăn các loài Apocynum.